# Scopula subalbulata
Scopula subalbulata är en fjärilsart som beskrevs av Sterneck 1927. Scopula subalbulata ingår i släktet Scopula och familjen mätare. Inga underarter finns listade.